# Autolatina

Logo von Autolatina

Autolatina ist der Name einer strategischen Allianz, welche die Automobilkonzerne Volkswagen und Ford Ende der 1980er Jahre auf Grund der schlechten Wirtschaftslage in Südamerika eingingen und die bis 1995 bestand.

## Gründung der Autolatina
Zum 1. Juli 1987 schufen Ford und Volkswagen, als mögliche Vorstufe einer Fusion, das Unternehmen Autolatina für den brasilianischen und den argentinischen Markt. Das Joint-Venture wurde von den beiden Unternehmen in Presse, Funk und Fernsehen publik gemacht.
Ursprünglich sollten die rechtlichen und wirtschaftlichen Prozesse der Autolatina-Gründung bereits 1987 abgeschlossen werden, das Vorhaben verzögerte sich aber bis in das Jahr 1990 hinein. VW hielt 51 % der Autolatina-Aktien, Ford 49 %.
Geschäftsgrundlage waren die folgenden Punkte:
- Autolatina sollte eine Holding sein, unter der VW und Ford ihre jeweilige Markenidentität behalten sollten
- Die VW-Händler sollten weiterhin Verkauf und Service der eigenen Produkte besorgen, ebenso Ford Verkauf und Service der entsprechenden Produkte
- Es handelte sich nicht um eine Fusion der beiden Unternehmen, sondern um ein operatives Abkommen, das beiden Seiten und den Kunden Vorteile bringen sollte

## Der Markt in Brasilien in den achtziger Jahren
Die Idee einer Zusammenarbeit zwischen Ford und VW war der Lage der brasilianischen Autoindustrie in der zweiten Hälfte der achtziger Jahre geschuldet. Der brasilianische Markt war rückläufig, und die dortigen Hersteller unternahmen nur geringe Anstrengungen, ihre Autos auf die übrigen südamerikanischen Märkte zu exportieren. Erschwerend kam hinzu, dass die Unternehmen in Brasilien hohe Unternehmenssteuern zu bezahlen hatten. Beide Unternehmen steckten in den achtziger Jahren in einer schweren Krise. Vor der Gründung der Autolatina hielt VW in Brasilien einen Marktanteil von 34 %, Ford kam auf 21 %. Gemeinsam kamen die Unternehmen auf knapp 60 % in Brasilien und 30 % in Argentinien.
Theoretisch war ein solches Abkommen im Zuge der heraufziehenden Globalisierung eine hervorragende Idee und für beide Seiten von Vorteil. In der Praxis hatte Autolatina in seiner siebenjährigen Existenz mit zahlreichen Problemen zu kämpfen. Zunächst einmal herrschte angesichts der globalen Konkurrenzsituation der beiden Konzerne ein gewisses Misstrauen und man scheute sich, den jeweils anderen in die eigenen Pläne einzuweihen, was die Unternehmen vor Ort in eine unangenehme Lage brachte. Zum anderen gab es zwischen der Autolatina und den diversen brasilianischen Regierungen ständige Spannungen, da letztere wiederholt entweder die Preise einfroren oder der hohen Inflation im Lande nicht entgegentraten. Ferner ging bei beiden Unternehmen die Produktplanung vonstatten, als ob es die Autolatina gar nicht gäbe. Die Autolatina handelte nicht als Einheit, was sowohl Ford als auch Volkswagen schadete.

## Gemeinsame Modelle
Im Rahmen der Autolatina entstanden mehrere Modelle durch Anbringen der anderen Markenembleme (Badge-Engineering): Volkswagen produzierte den Santana als Ford Versailles und Ford Galaxy (Argentinien), die Kombivariante Quantum als Ford Royale. Ford baute im Gegenzug die auf dem Escort basierenden VW Logus und VW Pointer.
VW hatte schon vorher die südamerikanischen Aktivitäten von Chrysler übernommen und produzierte dem vom ehemaligen Hillman Avenger abgeleiteten Dodge 1500 als Dodge Polara weiter. Die Limousine schöpfte 45 kW (61 PS) aus 1,5 Liter Hubraum. Im VW Carat GS arbeitete ein 1,8-Liter-Motor mit 71 kW (96 PS) und im Carat CD wurde ein 2,0-Liter-Motor mit 73 kW (99 PS) verbaut. Der stark am brasilianischen VW Voyage orientierte VW Gacel war ebenfalls mit dem 1,8-Liter- oder einem 1,6-Liter-Vierzylinder mit 56 kW (76 PS) erhältlich.
Weitere Modelle waren der Ford Verona und der VW Apollo.
Schon zu Beginn der neunziger Jahre stellten beide Seiten den Nutzen des Joint-Ventures in Frage. Volkswagen war beispielsweise durch den großen Erfolg des Fiat Uno Mille beunruhigt und wollte im Segment der Kleinstwagen ein gemeinsames Modell anbieten. Ford hingegen verfolgte hier eigene Pläne, wie die spätere Einführung des Ka belegte.
Ein weiteres Beispiel: die VW-Ingenieure wollten den VW Gol erneuern, doch bei Ford wollte man die entsprechenden Investitionen nicht bereitstellen; denn Ford hatte eigene Absichten mit der Escort-Reihe. Überdies blieb VW nicht verborgen, dass die Marktanteile, die die eigenen Autos gewannen, bei Ford verlorengingen. Insgesamt verloren aber beide Konzerne gegenüber der Konkurrenz, die durch die Öffnung des brasilianischen Marktes und die Ankunft weiterer Wettbewerber verstärkt wurde.

## Das Ende
Als sich die Wirtschaftslage Ende 1994 langsam besserte, wurde beschlossen, die Autolatina mit Wirkung zum März 1995 aufzulösen. Die Trennung vollzog sich in freundlicher Atmosphäre, man sprach von unterschiedlichen Philosophien und Geschäftsstrategien. Die Autolatina-Mitarbeiter konnten wählen, ob sie von Ford oder von VW übernommen werden wollten, unabhängig davon, woher sie ursprünglich gekommen waren. Auf diese Weise gelangten etliche frühere Ford-Manager zu VW und umgekehrt.
Zu lösen blieb noch die Frage, was mit den Modellen geschehen sollte, an denen beide Unternehmen Anteil hatten (z. B. der Escort mit VW-Motor) und mit den Modellen, die in den Werken des einen Konzerns für den anderen produziert wurden (wie etwa der bei Ford hergestellte VW Logus). Daher sah der Auflösungsvertrag der Autolatina eine Klausel vor, der zufolge diese Modelle noch ein Jahr lang vom jeweils anderen Konzern am Leben gehalten werden mussten. Danach war es den Unternehmen erlaubt, die Produktionskapazitäten für eigene Zwecke zu nutzen.